# Wothlytypie

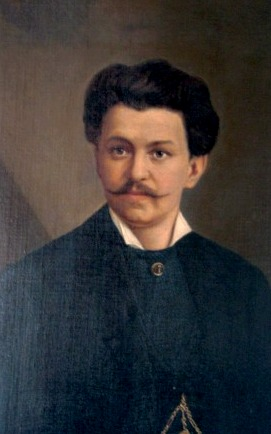
Jacob Wothly, Erfinder der Wothlytypie

Die Wothlytypie war ein nach ihrem Erfinder Jacob Wothly benanntes fotografisches Edeldruckverfahren, bei dem Uransalze als lichtempfindliche Schicht Verwendung fanden. Sie kam nur in den 1860er Jahren für kurze Zeit zur Anwendung und wurde dann durch technisch überlegene und gesundheitlich unbedenklichere Verfahren abgelöst.

## Charakteristika
Die Wothlytypie ermöglichte Aufnahmen direkt auf Papier, ohne zwischengeschaltetes Negativ. Die Fotoemulsion bestand aus einem speziellen Uran-Kollodium, das die Iodide, das Chlor oder Silberbromid ersetzte. Nach der Belichtung war die Aufnahme direkt sichtbar und wurde sofort fixiert. Die Virage konnte in variierenden Tönen vom tiefen Blau-Schwarz bis zum Purpur-Schwarz erfolgen. Als Vorzüge gegenüber konkurrierenden Verfahren wurden Zeitersparnis und der Verzicht auf das kostspielige Silber genannt. Zudem konnte die Kollodiumschicht auch auf Elfenbein, Holz, Glas, Porzellan und ähnliche Materialien übertragen werden.

## Verfahrensweise
Als erstes wurde das Uran-Kollodium auf das Papier aufgetragen, was je nach Art des Papiers mit Pinsel, Schwamm oder in einem sensibilisierenden Bad geschah. Nach der Belichtung wurden die Aufnahmen in ein säuerliches Bad für die Reinigung getaucht. Die Abzüge wurden zur Entfernung der Säure gewaschen, anschließend in ein Tönungsbad und danach in ein Fixierbad getaucht. Diese beiden Arbeitsgänge konnten auch kombiniert werden. Abschließend wurden die Bilder ein zweites Mal gewaschen.

## Geschichte
Bereits vor Wothly hatten sich zahlreiche Fotografen ohne bleibenden Erfolg mit der Verwendung von Uransalzen in der Fotografie beschäftigt. Wothly verwendete 
1865 für positive Papierbilder sein neues Uran-Platin-Kollodium Verfahren, bei dem er Platin- und Palladium-Verbindungen zur Reduktion des Uransalzes benutzte. Die Wothlytypie wurde in Deutschland, Amerika (15. August 1865), Belgien (15. Februar 1865/Nr. 17147), England, Frankreich (26. November 1864), Portugal und Spanien patentiert. Für Frankreich und Belgien übernahm die von Emmanuel Mangel du Mesnil eigens dafür gegründete Société française de Wothlytypie die Lizenzierung und den Vertrieb.
Die Wothlytypie galt als gefährlich und umstritten. Wothly schlug den Einsatz verschiedener Ingredienzien vor und experimentierte jahrelang an Verbesserungen seines Verfahrens. Dabei ist unklar, ob Wothlys früher Tod im Alter von nur 50 Jahren auf seine Experimente mit diesem radioaktiven Element oder, wie früher vermutet, auf den Verlust seines Vermögens nach dem Konkurs seines Bankiers zurückzuführen ist. Nach Wothlys Tod 1873 verschwand die Wothlytypie vom Markt. Nachdem man das Uran als Ursache der sogenannten Photographenkrankheit (Nierenentzündung und Gastritis) erkannt hatte, wurde dieses Element in der Photographie kaum mehr angewandt.